# Arndt Breitfeld
Arndt Breitfeld (* 1978 in Solingen) ist ein deutscher Fernsehjournalist und Moderator beim Rundfunk Berlin-Brandenburg.

## Leben
Arndt Breitfeld wuchs in Nordrhein-Westfalen auf. Nach dem Abitur studierte er Europäische Ethnologie, Publizistikwissenschaften und Anglistik in Berlin. Danach volontierte er an der Electronic Media School in Potsdam.
Seit 2006 gehört Breitfeld zur Redaktion der Abendschau beim RBB Berlin. Dort arbeitet er als Autor für TV-Berichte und berichtet als Live-Reporter von Demonstrationen und weiteren Ereignissen in Berlin. Seit 2014 moderiert er die Spätausgabe von rbb AKTUELL sowie ab und an Ausgaben RBB Spezial sowie weitere Sondersendungen. Zwischen September 2015 und Dezember 2016 moderierte Breitfeld im Wechsel mit Susanne Tockan, Janna Falkenstein und Marc Langebeck die Nachmittagssendung rbb UM4.
Im Dezember 2011 wurde Breitfeld auf dem Berliner S-Bahnhof Messe Nord/ICC von zwei Männern überfallen, ausgeraubt und schwer verletzt.